# Wirth-Halbinsel
Die Wirth-Halbinsel ist eine breite, 32 km lange und vereiste Halbinsel an der Bryan-Küste des westantarktischen Ellsworthlands. Sie trennt die Eltanin Bay von der Fladerer Bay.
Der United States Geological Survey kartierte sie anhand eigener Vermessungen und mithilfe von Luftaufnahmen der United States Navy zwischen 1961 und 1966. Das Advisory Committee on Antarctic Names benannte sie 1968 nach Lawrence G. Wirth von der US Navy, Kommandeur der USNS Eltanin bei Antarktisfahrten zwischen September 1966 und November 1967.